# Buenos Aires Lawn Tennis Club
Buenos Aires Lawn Tennis Club (zkratka: BALTC) je soukromý tenisový oddíl ležící v argentinském hlavním městě Buenos Aires. Založen byl v roce 1892. Nachází se v rezidenční čtvrti – barriu Palermo.
Klub obsahuje otevřené antukové dvorce. Centrální kurt byl přejmenován z názvu Horacio Billoch Caride Stadium na Court Central Guillermo Vilas, po tenisové legendě Guillermu Vilasovi. Jeho kapacita činí 5 027 diváků. Dvorec č. 1 (Estadio 1) pojme 1 400 návštěvníů a do ochozů kurtu č. 2 (Estadio 2) může zavítat 380 diváků.
Areál se opakovaně stal dějištěm mezistátních utkání argentinských tenistů v týmových soutěžích Davis Cupu a Billie Jean King Cupu. Na mužském profesionálním okruhu ATP Tour areál hostí turnaj ATP Buenos Aires.
Od roku 2003 je také v prosinci místem konání exhibice La copa Argentina de tenis Peugeot (Peugeot Argentina Tennis Cup), které se účastní aktivní profesionální tenisté. V průběhu turnaje je na centrální dvorec položen tvrdý povrch.
Centrální dvorec je využíván také pro koncertní vystoupení. Během dubna 2012 na něm zahrál Brit Roger Hodgson v rámci turně Breakfast in America.